# آشفتگی (باستان‌شناسی)

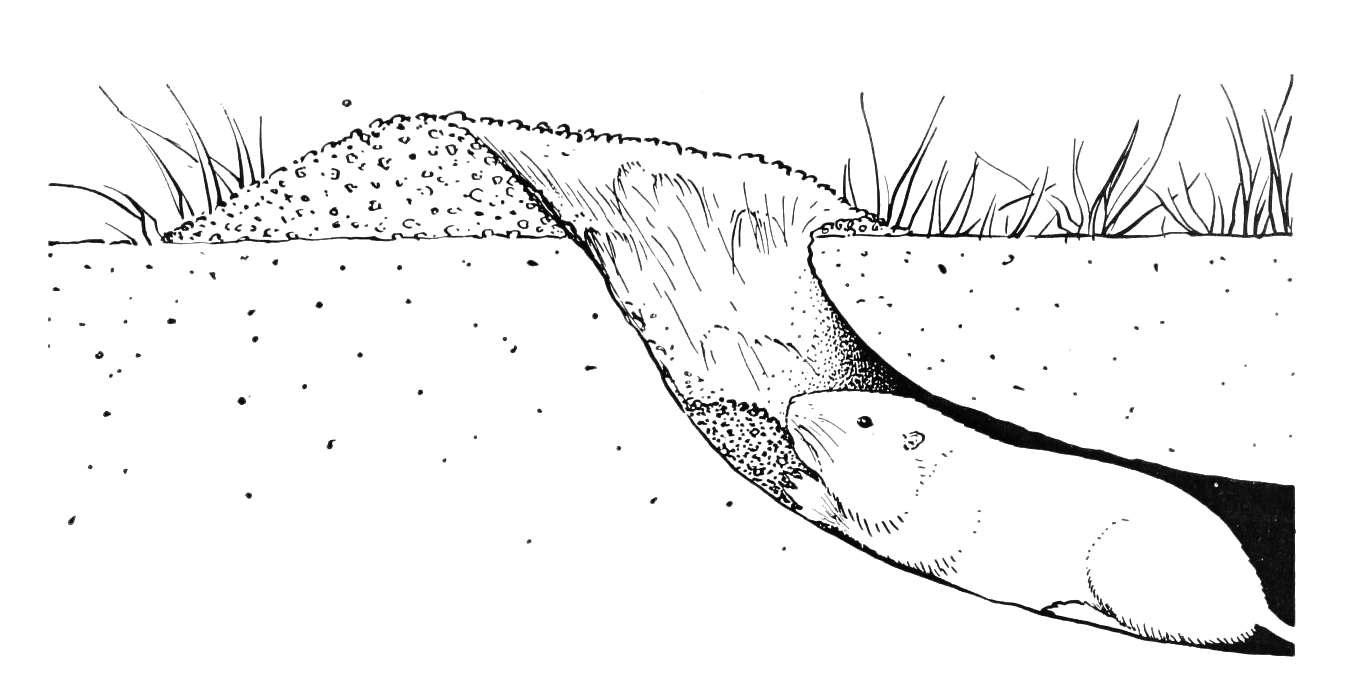
جابجایی خاک توسط گوفر

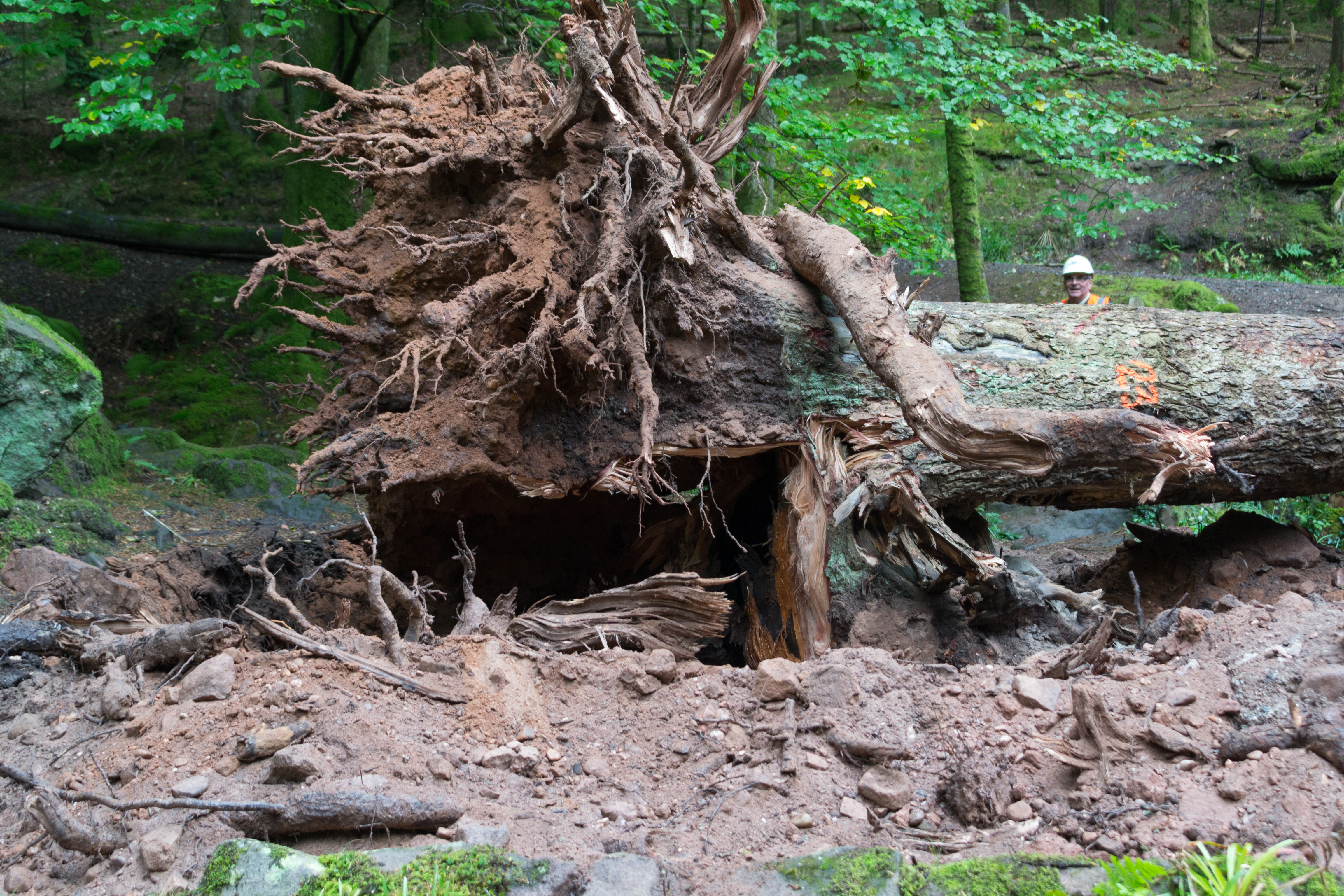
خاکی که توسط یک درخت ریشه‌کن‌شده به‌هم خورده‌است

آشفتگی یا برهم خوردن (به انگلیسی: Disturbance) عبارت است از هرگونه تغییر در یک پایگاه باستان‌شناسی به دلیل رویدادهایی که پس از ساخت محوطه رخ داده‌است. آشفتگی‌ها ممکن است ناشی از رویدادهای طبیعی یا فعالیت‌های انسانی باشد و ممکن است سبب از بین رفتن ارزش باستان‌شناسی آن شود. در برخی موارد، تمایز بین ویژگی‌های ناشی از فعالیت‌های انسانی در دوره مورد علاقه و ویژگی‌های ناشی از فعالیت‌های پسین انسان یا فرآیندهای طبیعی می‌تواند دشوار باشد. : ۳۱۶ 
پایگاه‌ها همچنین ممکن است از نظر فیزیکی از آشفتگی طبیعی و انسانی حفاظت شوند.